# إسحاق بن إبراهيم بن نسطاس
إسحاق بن إبراهيم بن نسطاس بن جريج طَبيب مصري قبطي وهو حفيد الطبيب نسطاس بن جريج, كانَ يُكنى أبا يعقوب وهو نصراني الديانة وكان فاضِلاً في صناعة الطب حيث خَدم الحاكم بأمر الله الفاطمي بِالقاهرة وكان طبيبه الخاص ويعتمد عليه في الطب.
وتوفي أبو يعقوب إسحاق بن إبراهيم بن نسطاس بن جريج في القاهرة في أيام الحاكم فإستطب بعده أبا الحسن علي بن رضوان واستمر في خدمته وجعله رئيسًا على سائر الأطباء.